# Les Sourciers
Ne doit pas être confondu avec Sourcier.
Les Sourciers est une microferme hydroponique française qui produit et commercialise des tomates anciennes, aromates, fleurs comestibles, micropousse et légumes feuilles dans des systèmes hydroponiques. 
L'objectif est de produire sur une petite surface et une surface agricole non exploitable (sol argileux) des produits avec du goût. Le tout sans pesticide. En parallèle de l'activité maraîchère, Les Sourciers est aussi un centre de formation.

## Historique

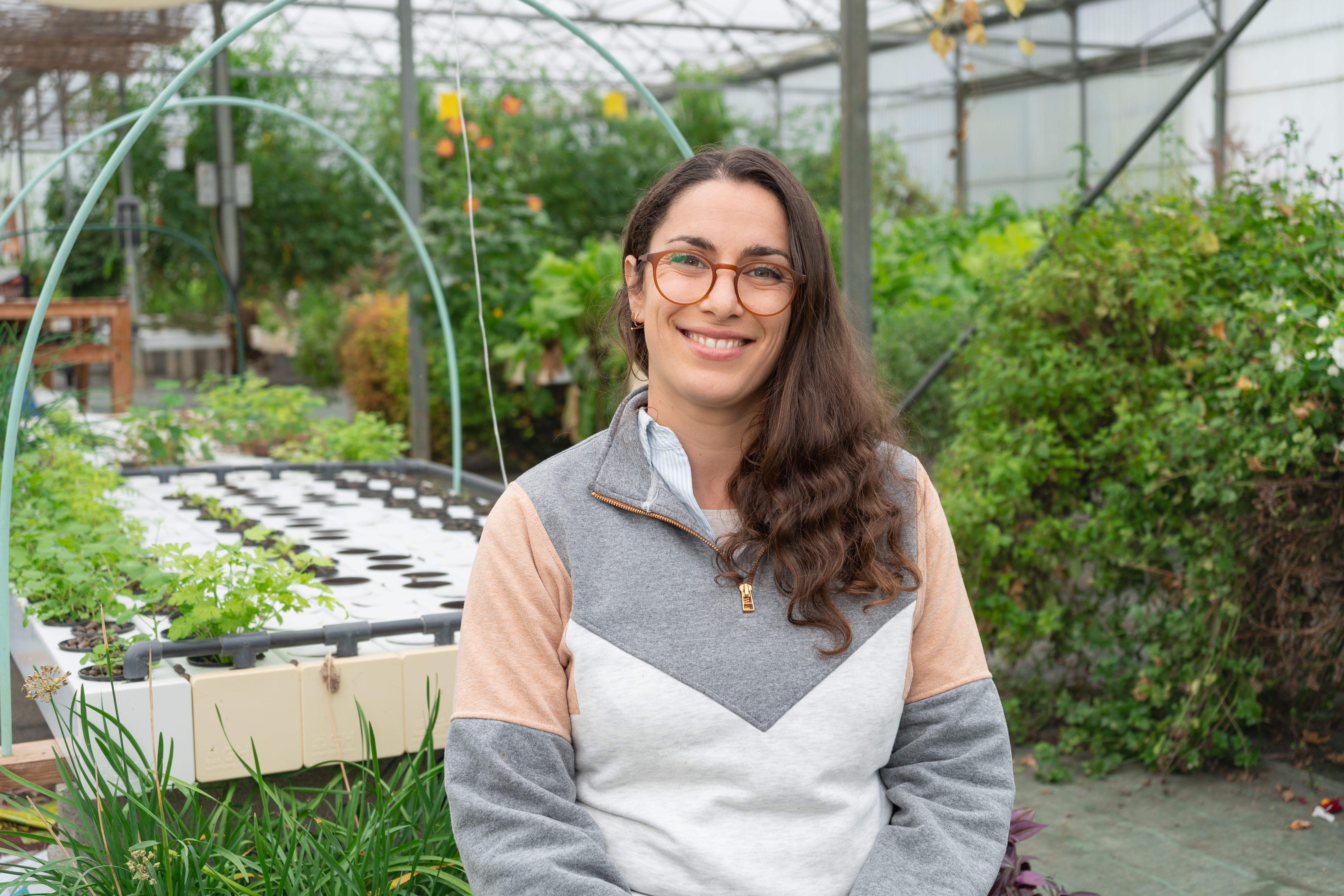
Marion, co-fondratrice des Sourciers

Le projet de la microferme des Sourciers voit le jour en 2011. Marion et Nicolas Sarlé, les deux fondateurs, font le constat que les fruits et légumes qu'ils consomment ont peu de goût, font des kilomètres pour parvenir à leur assiette, et ne respectent pas les saisons. Après deux ans de recherche et de test sur leur balcon de Buenos Aires, en Argentine ; ils prennent la décision de créer leur propre structure pour répondre à cette problématique qui les concerne directement : comment mieux manger en ville ? Ainsi le projet de microferme voit le jour en 2013, s'implante dans le Gers pour finalement ne jamais en repartir.

## Activités

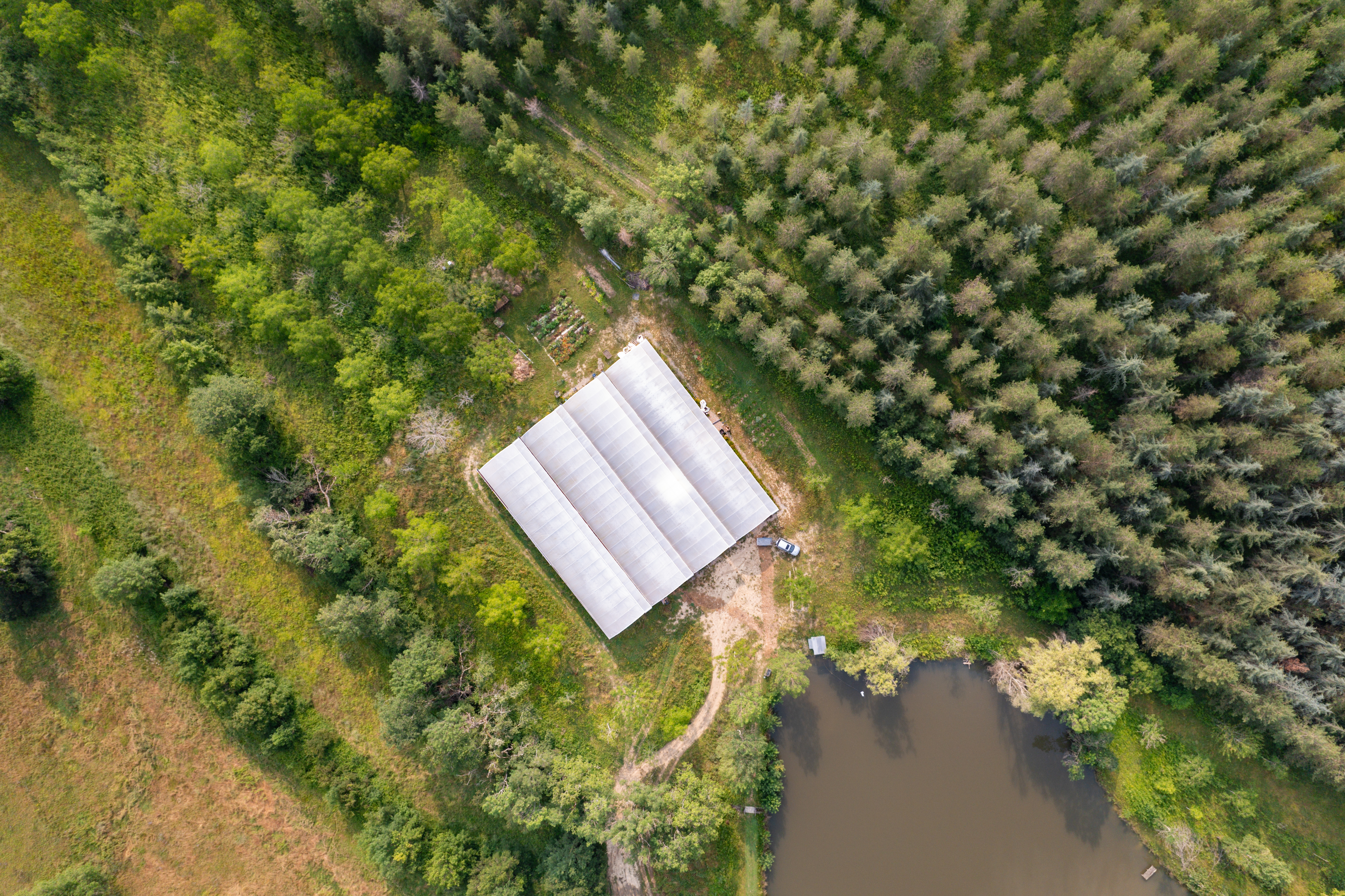
La microferme des Sourciers

### Maraîchage
La serre produit des aromates en tout genre, de nombreuses variétés de tomate, des légumes feuilles, des fleurs comestibles, des micropousses, des piments, des concombres...
La production est vendue en direct aux restaurants de la région. La serre n'étant pas chauffée, la production s'adapte aux saisons.

### Formation
En parallèle de l'activité de maraîchage, Les Sourciers ont créé un centre de formation destiné à tous ceux qui souhaitent apprendre à cultiver en hydroponie. Ces formations sont à destination des professionnels, des particuliers et attirent même des aventuriers du low-tech,.